# Famille Louis-Dreyfus
La famille Dreyfus, puis Louis-Dreyfus, est une famille de la haute bourgeoisie française.

## Historique
Originaire du village de Sierentz en Alsace, où on trouve sa trace depuis le XVIIe siècle, elle est issue de Léopold Louis-Dreyfus (1833-1915), fondateur en 1851 du groupe Louis-Dreyfus et en 1893 de Louis Dreyfus Armateurs.
Elle s'est montrée particulièrement active depuis le XIXe siècle dans les domaines de la politique, de la finance et du commerce international et maritime.

## Liens de filiation entre les personnalités
- Léopold (Louis-)Dreyfus (1833-1915), fondateur du groupe. Il épouse Émilie Rose Lang.
  - Louis Louis-Dreyfus (1867-1940), député de Lozère, codirecteur du groupe à partir de 1915. Il épouse Emma Lévi (1885-1966).
    - Line Louis-Dreyfus.
    - Jean Georges Florac Louis-Dreyfus, (1908-2003), codirecteur du groupe à partir de 1940. Il épouse Jeanne Madeleine Depierre (1912-2013).
      - Monique Louis-Dreyfus (1940).
      - Marie-Jeanne Louis-Dreyfus (1942) directrice générale déléguée du groupe. Elle épouse Philippe Meyer.
        - Camilla Meyer.

      - Robert Louis-Dreyfus (1946-2009), dans le groupe à partir de 2000, actionnaire majoritaire de l'Olympique de Marseille. Il épouse Sarah Oberholzer puis en secondes noces, Margarita Bogdanova[1].
        - (2) Éric Louis-Dreyfus (1992).
        - (2) Maurice Louis-Dreyfus (1998).
        - (2) Kyril Louis-Dreyfus (1998).

    - François Louis-Dreyfus (1909-1958), codirecteur du groupe à partir de 1940. Il épouse Galina Tkatch (1919-2008) puis en secondes noces Monique de Nervo (1921-1994), fille de Jacques de Nervo.
      - (1) Alain Louis-Dreyfus.
      - (1) France Louis-Dreyfus épouse Jacques Charrier, divorcé de Brigitte Bardot.
        - 
          - Sophie Charrier.
          - Marie Charrier.
            - Nicolas Rubin

  - Charles Louis-Dreyfus (en) (1870-1929), codirecteur du groupe à partir de 1915. Il épouse Sarah Hément.
    - Pierre Louis-Dreyfus (1908-2011), codirecteur du groupe à partir de 1940. Il épouse Dolorès Neubauer (1905-1987) en 1929 puis en secondes noces Claude Singer (1915-2005) en 1937.
      - (1) Dominique Louis-Dreyfus épouse Roger Cornwell.
      - (1) Gérard Louis-Dreyfus (1932-2016), ancien PDG du groupe. Il épouse Judith LeFever puis Phyllis Blankenship en secondes noces.
        - (1) Julia Louis-Dreyfus (1961), actrice. Elle épouse Brad Hall (en).
          - Henry Hall (1992).
          - Charles Hall (1997).

      - (2) Philippe Louis-Dreyfus (1945-2025), président du groupe Louis Dreyfus Armateurs. Il épouse Anne Boinvilliers, fille de Jean Boinvilliers.
        - Charlotte Louis-Dreyfus.
        - Edouard Louis-Dreyfus.
        - Marie Louis-Dreyfus.

      - (2) Danièle Louis-Dreyfus épouse Jean Sudreau, fils de Pierre Sudreau.
        - Laure Sudreau.